# Озерковичи
Озерковичи (на сръбски: Озерковићи) е село в Босна и Херцеговина, разположено в община Соколац, в ентитета на Република Сръбска. Населението му според преброяването през 2013 г. е 14 души, от тях: 14 (100 %) сърби.

## Население
Численост на населението според преброяванията през годините:
- 1961 – 108 души
- 1971 – 89 души
- 1981 – 36 души
- 1991 – 21 души
- 2013 – 14 души